# Sumantri
Der Sumantri (auch Soemantri) ist ein 4870 m hoher Berg im indonesischen Teil der Insel Neuguinea (Provinz Papua Tengah), er ist Teil des Sudirman-Gebirges im westlichen Maokegebirge.
Neueren Erkenntnissen zufolge ist der Sumantri der zweithöchste Berg des australisch-ozeanischen Kontinents und gehört damit im Alpinismus zur Besteigungsserie der Seven Second Summits. Die wenige Kilometer südwestlich gelegene Carstensz-Pyramide ist mit 4884 m der höchste Berg des Kontinents und gehört zur deutlich bekannteren Serie der Seven Summits. Wegen Mess- und Definitionsproblemen werden oder wurden in der Vergangenheit auch andere Berge als Kandidaten für den Second Summit von Australien angesehen (Details siehe Abschnitt Alpinismus).

## Geografie
Im westlichen Maokegebirge befinden sich mehrere der höchsten Gipfel der Insel Neuguinea. Der Sumantri ist der höchste Gipfel im Northwall Firn, einer Bergkette die von Nordwesten nach Südosten verläuft und die nördliche Begrenzung eines Gletschertals (Meren Valley) bildet. Dessen südliche Begrenzung stellt der nahezu parallele Kammverlauf der Carstensz-Pyramide dar. Der Northwall Firn fällt nach Nordosten sehr steil zu den tiefergelegenen tropischen Vegetationszonen ab.
Im Verlauf des 20. Jahrhunderts haben mehrere Forschungsexpeditionen den rapiden Gletscherrückgang im Meren Valley und an den Gipfeln dokumentiert, der Sumantri ist heute ein eisfreier Gipfel. Einige hundert Meter südöstlich vom Felsgipfel des Sumantri entfernt befindet sich der etwas niedrigere, von Gletschereis bedeckte Gipfel des Ngga Pulu. Es gilt mittlerweile als gut belegt, dass der heutige Nebengipfel Ngga Pulu noch vor wenigen Jahrzehnten aufgrund einer größeren Eisbedeckung selbst die 4884 Meter hohe Carstensz-Pyramide überragte. Für die nächsten Jahre wird ein vollständiges Abschmelzen aller Gletscher der Region erwartet.

## Alpinismus
Im Jahr 1623 entdeckte der niederländische Seefahrer Jan Carstensz von seinem Schiff vor der Südküste von Neuguinea die hohen und damals stark vergletscherten Gipfel im Landesinneren. Diese wurden später Carstensz Toppen (Carstensz Gebirge) genannt, ab 1912 erfolgten die ersten Expeditionen in das Gebiet. Als erste Bergsteiger wurden dort die Niederländer Anton Colijn, Jean-Jacques Dozy und Frits Wissel aktiv, sie bestiegen 1936 den benachbarten Ngga Pulu. Ob sie dabei auch den Felsgipfel des Sumantri bestiegen, ist nicht bekannt. Spätestens im Jahr 1962 erfolgte die Erstbesteigung des Sumantri durch Heinrich Harrer und Phil Temple, deren Expedition zuvor auch die Erstbesteigung der Carstensz-Pyramide gelungen war.
Zu Beginn des 21. Jahrhunderts rückten die Berge Neuguineas verstärkt in den Blickpunkt des internationalen Alpinismus, es ging um die erste Besteigung der zweithöchsten Berge aller sieben Kontinente (Seven Second Summits) und später auch der jeweils drei höchsten Berge (Triple Seven Summits).
Wegen ungenauer Vermessungen waren zahlreiche Gipfel- und Passhöhen in Neuguinea nicht exakt bekannt. Erschwerend dabei waren die starken Veränderungen bei der Eisbedeckung wichtiger Gebiete, welche zum Teil deutliche Höhenveränderungen bewirkten.
Neuere Forschungen zeigten, dass der Gipfel des Sumantri nicht nur höher war als die anderen Kandidaten für den Titel des Second Summit von Ozeanien, sondern dass er mit 350 Metern für einen Viertausender auch genügend topografische Prominenz besitzt um als eigenständiger Berg anerkannt zu werden.
Zuvor hatten die wichtigsten Protagonisten im Wettlauf um den Titel „Erster auf den Seven Second Summits“ andere Berge favorisiert. Der Südtiroler Bergsteiger Hans Kammerlander hielt den 4730 m hohen Puncak Trikora für den korrekten Gipfel der Besteigungsserie. Der Österreicher Christian Stangl hatte sich 2007 für den 4862 m hohen Ngga Pulu entschieden. Der deutsche Alpin-Chronist Eberhard Jurgalski sprach sich nach eigenen Recherchen für den 4760 m hohen Puncak Mandala aus. Zusätzlich kann man den 4717 m hohen Ngga Pilimsit noch dazuzählen, den Heinrich Harrer zu seiner Zeit für den zweithöchsten Berg hielt. Das Rennen um die Seven Second Summits gelangte über einen längeren Zeitraum immer wieder durch Skandale und Debatten in die internationale Presse.
Die Mitarbeiter der US-amerikanischen Internetplattform Peakbagger.com veröffentlichten 2012 eine Aufstellung der Seven Second Summits, bei der erstmals der Sumantri als zweithöchster Berg Ozeaniens aufgeführt wurde. Nach dem K2-Skandal von 2010 sah sich Christian Stangl gezwungen alle seine Angaben gründlich zu belegen und gegebenenfalls auch mehrere Gipfel zu besteigen um sicher sein zu können, dass der richtige dabei war. Er kehrte daraufhin nach Neuguinea zurück, bestieg den Sumantri und machte Vermessungen mit GPS. Anschließend bestätigte er die neuen Erkenntnisse und musste seine eigene Aufstellung entsprechend korrigieren.
Auch Eberhard Jurgalski, die Fachkommission von Guinness-World-Records und verschiedene internationale Alpin-Journalisten haben mittlerweile den Status des Sumantri als zweithöchster Berg von Ozeanien anerkannt.
Unabhängig davon existiert eine zweite, in Fachkreisen ebenfalls anerkannte, Variante der Seven Second Summits, bei der nur das australische Festland als Kontinent angesehen wird. Nach dieser Zählung ist der Mount Townsend (2209 m) der Second Summit von Australien (Details siehe Seven Second Summits).
Die Besteigung des Sumantri erfolgte bisher über die Südflanke und stellt für erfahrene Alpinisten keine größere Schwierigkeit dar, für die Nordwand sind noch keine Begehungen dokumentiert. Der Zugang zur Region ist wegen des Papua-Konflikts erschwert.